# 幽暗之地
《幽暗之地》（英語：Dusklands），是南非英語作家约翰·马克斯韦尔·库切的长篇小说。

## 写作和出版
《幽暗之地》在1974年写完和发表。

## 内容
《幽暗之地》一共写了2个故事。
第一个“越南计划”：美国政府和越南当局的越南战争期间，一名美国男子“唐恩”试图发明一套“心理战系统”，但是他的个人生活却乱七八糟，由于崇尚暴力，他最终精神失常。
第二个“雅各布·库切之讲述”：18世纪，“雅各布·库切”狩猎到南非国家内部，过了橘河，他遇到了纳米比亚部落，不过却突然得病病倒，他在纳米比亚部落治疗并且恢复健康，后来他又参与与土著人的部落战争。

## 译著
简体中文版本已经由翻译家温禾翻译。